# Kostel svatého Jiljí (Svitavy)
Římskokatolický kostel svatého Jiljí ve Svitavách, který slouží jako hřbitovní, je nejstarší kostel v tomto městě. Byl založen litomyšlskými premonstráty kolem roku 1170 na levém břehu řeky Svitavy. Původně románská stavba prošla ve druhé polovině 17. století zásadní přestavbou v raně barokním slohu. Kostel je chráněn jako kulturní památka České republiky.